# Cardiosace trimeni
Cardiosace trimeni är en fjärilsart som beskrevs av Hans Daniel Johan Wallengren 1857. Cardiosace trimeni ingår i släktet Cardiosace och familjen nattflyn. Inga underarter finns listade i Catalogue of Life.